# Polardiagramm (Strömungslehre)
Ein Polardiagramm (kurz: Polare) ist in der Strömungslehre eine grafische Darstellung der auf einen angeströmten Körper wirkenden Kräfte für verschiedene Anstellwinkel. Dargestellt werden nicht die Kräfte selbst, da sie unter anderem sehr von der Anströmgeschwindigkeit abhängen, sondern dimensionslose Beiwerte. Diese Darstellung wurde von Otto Lilienthal entwickelt, um die aerodynamischen Eigenschaften von Flügeln zu beurteilen. Das Polardiagramm wird bis heute für die Charakterisierung von Profilen und Flugzeugen eingesetzt.

## Lilienthalpolare

Lilienthalpolare

Das eigentliche Polardiagramm, die sogenannte Lilienthalpolare, ist eine Auftragung des Auftriebskoeffizienten {\displaystyle c_{a}} an der Ordinate (vertikale Achse) über den Widerstandskoeffizienten {\displaystyle c_{w}} an der Abszisse (horizontale Achse). Neben dieser Widerstandspolare existiert auch die Momentenpolare, bei der der Momentkoeffizient {\displaystyle c_{m}} über dem Anstellwinkel abgetragen ist. Die Strecke zwischen Koordinatenursprung und einem Punkt auf dieser Kurve wird als Polstrahl bezeichnet. Bei der Widerstandspolare ist der Anstieg des Polstrahls das Gleitverhältnis {\displaystyle E} für den jeweiligen Punkt.
Widerstandspolaren erlauben einen Rückschluss auf die aerodynamische Güte eines Körpers. Beispielsweise ist bei Tragflügelprofilen im Segelflugzeugbau das Einsatzgebiet, Schnellflug oder gute Langsamflugeigenschaften, anhand des Kurvenverlaufs ersichtlich.

### Spezielle Punkte auf der Lilienthalpolare am Beispiel eines Profils

NACA 2412

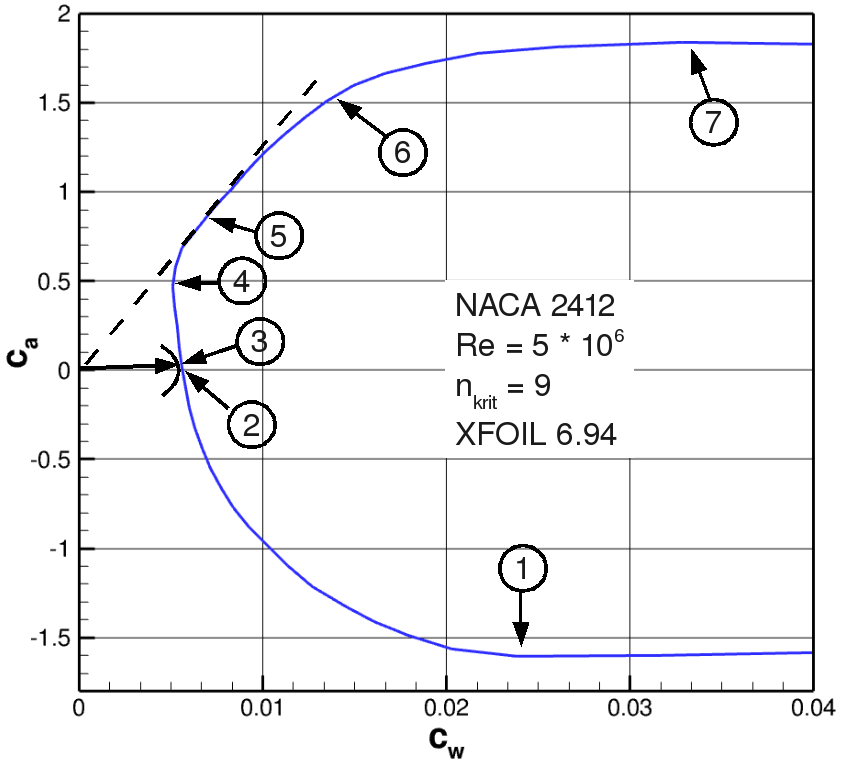
Lilienthalpolare des NACA 2412. Der Berührkreis ist zur Verdeutlichung nicht maßstäblich gezeichnet

Die Abbildung rechts zeigt eine mit XFOIL gerechnete Lilienthalpolare des Profils NACA 2412. Es lassen sich hier eine Reihe von speziellen Punkten kennzeichnen:
- „1“ Minimaler Auftrieb, {\displaystyle c_{a,{\text{min}}}}. Das Profil weist hier den kleinsten (negativsten) Auftriebsbeiwert auf. Dieser Punkt entspricht der Mindestfluggeschwindigkeit im horizontalen Rückenflug.
- „2“ Nullauftrieb. Das Profil erzeugt keinen Auftrieb, {\displaystyle c_{a}=0}. Dieser Punkt entspricht dem Parabelflug. Der Widerstandsbeiwert an diesem Punkt wird mit {\displaystyle c_{w0}} bezeichnet.
- „3“ Kleinste Gesamtluftkraft, {\displaystyle c_{r,{\text{min}}}}. Die Polare hat hier den kleinsten Abstand zum Ursprung. {\displaystyle c_{r,{\text{min}}}} ist nur für Profile, die oberhalb von {\displaystyle c_{a}=0} eine ausgeprägte Laminardelle aufweisen, nennenswert von {\displaystyle c_{w0}} verschieden. Ein Flugzeug erreicht hier im fast senkrechten Sturzflug die größte aerodynamisch mögliche Geschwindigkeit.
- „4“ Geringster Widerstand, {\displaystyle c_{w,{\text{min}}}}. Für symmetrische Profile liegt er meist (aber nicht zwingend!) bei {\displaystyle c_{a}=0}.
- „5“ Bestes Gleiten, {\displaystyle E_{\text{max}}}, Berührpunkt des steilsten Polstrahls. Der Gleitwinkel {\displaystyle \gamma } wird hier minimal, ein Flugzeug erreicht hier im Gleitflug die größte Strecke bei gegebenem Höhenverlust ({\displaystyle \tan \gamma =1/E}). Dieser Punkt ist mit der Geschwindigkeit des besten Gleitens ({\displaystyle V^{*}}) verknüpft. Für Strahlflugzeuge ist dies auch die Geschwindigkeit besten Steigens und minimalen Schubs. Für Propellerflugzeuge ist es die Geschwindigkeit des geringsten Widerstands, aber nicht die Geschwindigkeit für minimale Leistung, diese ist {\displaystyle 0{,}76\cdot V^{*}}.
- „6“ Bestes Steigen, geringstes Sinken. Die so genannte Steigzahl {\displaystyle c_{a}^{3}/c_{w}^{2}} wird maximal. Hier hat ein Flugzeug im Gleitflug die kleinste Sinkgeschwindigkeit. Die Geschwindigkeit geringsten Sinkens für Propeller- und Strahlflugzeuge ist {\displaystyle 0{,}76\cdot V^{*}}.

Hinweis: Die Punkte „5“ und „6“ finden sich ganz analog auch für den negativen Teil der Polare.
- „7“ Maximalauftrieb, {\displaystyle c_{a,{\text{max}}}}. Das Profil erreicht seinen größten Auftrieb, {\displaystyle c_{a}} wird maximal. Dies entspricht der geringsten Fluggeschwindigkeit im Horizontalflug.

Die gezeigten Punkte finden sich nicht nur auf Profilpolaren, sondern ebenfalls auf Polaren für Gesamtflugzeuge.

## Aufgelöste Polare

Beispiel für eine aufgelöste Polare: Auftriebspolare

Bei aufgelösten Polaren erfolgt die Darstellung der Kraftkoeffizienten an der Ordinate über dem Anströmwinkel an der Abszisse. Weit verbreitet ist das aufgelöste Polardiagramm von Auftriebskoeffizienten zum Anstellwinkel {\displaystyle \alpha }. Charakteristisch ist ein nahezu linearer Verlauf bei kleinen Anstellwinkeln, bei symmetrischen Flügelprofilen durch den Koordinatenursprung. Der Verlauf neigt sich bei hohen Anstellwinkeln, läuft durch den Scheitelpunkt und fällt daraufhin, im sogenannten überzogenen Flugzustand, wieder ab. Der Verlauf um diesen Scheitelpunkt, den maximal erreichbaren Auftriebskoeffizienten, charakterisiert das Abrissverhalten eines Flügelprofils oder Flugzeuges.
Aufgelöste Polaren verdeutlichen den Einfluss von Größen wie beispielsweise der Reynolds-Zahl oder Formparametern wie beispielsweise Auftriebshilfen und Oberflächenbeschaffenheit auf einzelne Beiwerte eines angeströmten Körpers. Bei bodengebundenen Fahrzeugen ist beispielsweise der Seitenwindeinfluss auf die Fahrstabilität entscheidend.

### Aufgelöste Polare für das obige Beispiel

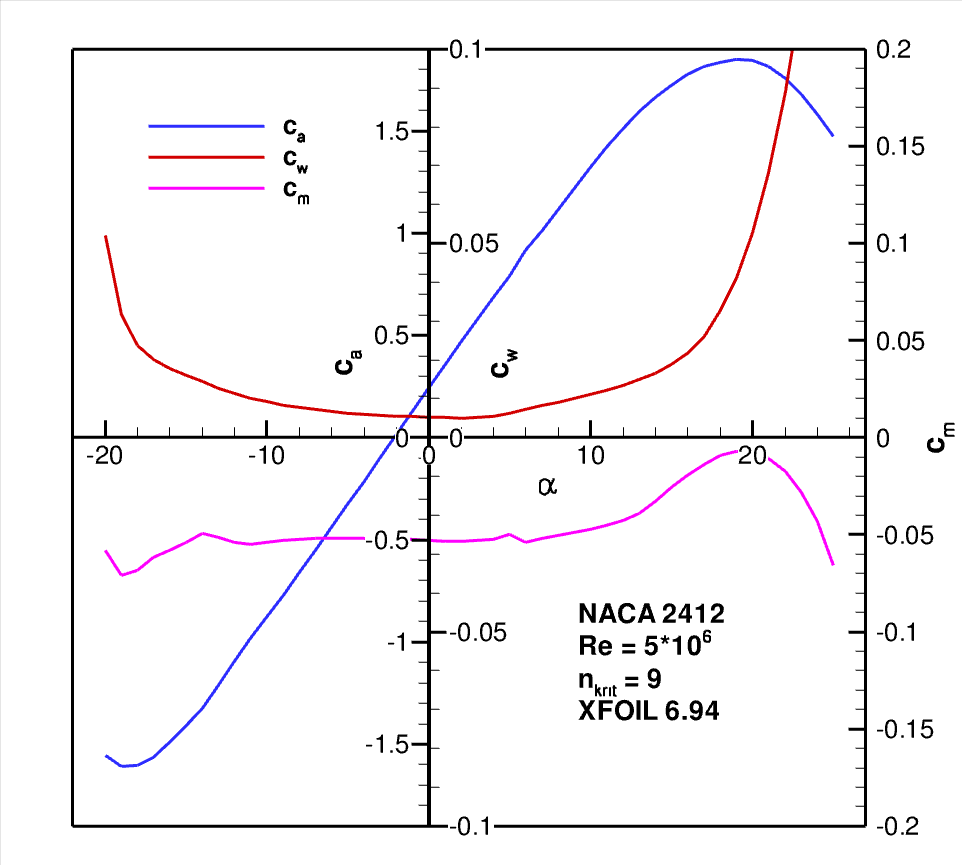
Aufgelöste Polare des NACA 2412

In der aufgelösten Polare des NACA 2412 ist der Verlauf von Auftriebs-, Widerstands- und Momentenbeiwert jeweils über dem Anstellwinkel aufgetragen. Zur Eindeutigkeit des Momentenbeiwertes muss noch dessen Bezugspunkt angegeben werden. Fehlt diese Angabe, so bezieht sich das Moment üblicherweise (und ebenso in diesem Beispiel) auf einen Punkt bei 25 % Profiltiefe („t/4“). Es lassen sich hier noch einige weitere wichtige Größen ablesen:
- {\displaystyle \alpha _{0}}: der Anstellwinkel für den sich Nullauftrieb ergibt.
- {\displaystyle c_{a0}}: der Auftrieb beim Anstellwinkel null.
- {\displaystyle {\frac {\partial c_{a}}{\partial \alpha }}}: der Auftriebsanstieg.
- Die Größe des linearen Teils der Auftriebspolare. Hier tritt i. A. keinerlei Ablösung auf.
- {\displaystyle \alpha _{\text{krit}}}: Der Anstellwinkel bei Maximalauftrieb.
- {\displaystyle c_{m0}}: der Momentenbeiwert bei Nullauftrieb.
- Der (nahezu) horizontale Verlauf der Momentenkurve im linearen Teil des Beispiels zeigt, dass der Neutralpunkt (sehr nahe) im Momentenbezugspunkt (hier: t/4) liegt.